# Dilophus modicus
Dilophus modicus är en tvåvingeart som beskrevs av Hardy 1982. Dilophus modicus ingår i släktet Dilophus och familjen hårmyggor. Inga underarter finns listade i Catalogue of Life.